# 번 (행정 구역)
번(중국어: 藩, 일본어: 藩 한[*])은 제후가 맡아 다스리는 제후국을 가리키는 말이다.

## 중국의 번
고대 중국의 주(周) 왕조에서 왕실을 호위하는 역할을 맡은 제후들을 울타리라는 뜻의 번(藩)으로 부른 데에서 유래한다. 여기에서 파생되어 봉지(국國)를 받은 제후들을 널리 가리키는 말이 되었다. 이는 다시 나아가서는 제후들이 받은 영지를 가리키는 말이 되었으며, 번국(藩國, 또는 蕃國)이라고도 한다. 청(淸) 왕조에는 삼번의 난으로 유명한 삼번과 같은 번들이 존재했다.
다만 번왕이라 할 때에는 번국의 왕뿐만 아니라, 군왕도 아울러 일컫는다. 그리고 일본과 같이 고유명사로써 「○○번」이라고 사용되는 경우는 중국에 없었다. 예를 들어 당(唐) 말기에서 오대 십국 시대에 걸친 시기 지방에서 할거하던 절도사(節度使) 세력을 번진(藩鎭)이라고 부르기는 했지만 이들 번을 부를 때는 「선무절도사(宣武節度使) 주전충(朱全忠)」, 「하동절도사(河東節度使) 이극용(李克用)」 등 지명 + 절도사(관직) 이름으로 불렀으며, 청 왕조의 삼번은 조정으로부터 하사받은 왕호를 사용했지 「○○번」이라고 부르지는 않았다.

## 일본의 번
에도 시대의 유학자들이 중국으로부터 제도, 용어 등을 받아들이면서, 쇼군에게 영지를 안도받은 다이묘들을 제후로 보았을 때, 통치하고 있는 영지를 ‘번국’(藩国)이라 할 수 있다고 생각해 ‘번’이라는 말을 사용하기 시작했다. 1만석 이상의 소출을 내는 영토를 보유한 봉건영주인 다이묘가 지배한 영역과 그 지배기구를 가리킨다. 에도 시대 당시에는 공식 명칭이 아니었으나 간혹 그 용례가 보이고, 메이지 시대에 비로소 공식적인 명칭이 되었다. 오늘날에도 일반적으로 널리 사용되고 있다. 오늘날은 번의 영주인 다이묘를 ‘번주’(藩主), 그 밑의 가신들을 ‘번사’(藩士)라고 부르지만, 이러한 일련의 명칭은 사실 당대의 표현이 아닌 현대의 역사용어이다. 번이 실제 존재했을 당시에는 ‘〇〇家中’과 같이 다이묘 집안의 명칭으로 번을 지칭했고, 봉지에 후(侯) 호칭을 붙이거나(예를 들어 센다이 번의 번주는 ‘仙台侯’) 본래 관직명을 부름으로써 번주를 호칭했다. 번사의 경우도 공식적으로는 어느 지역에 속한 ‘게라이’(家来)라고 불렀고, 간혹 ‘惣士’라고 부른 예도 있다. 
일본은 신국(神國)의 신성한 영토라는 관념이 있어서 근대국가처럼 강한 영토의식이 있었고, 막번체제가 있어서 번 자체가 반쯤 국가였다. 에도 시대에는 중국 한족 말로 번을 가리켜 전부 '국가'라고 썼고 도리어 '번'이라는 말을 쓴 예가 드물다. 그래서 최근 일본사 연구자 가운데 번체제를 봉건제보다 오히려 초기 근대국가로 보는 사람도 있다. 그렇다면 막번체제는 일종의 연방국가와 같을 수도 있다. 어느 쪽이 되었든, 번은 독일과 미국의 주보다 독립성이 훨씬 더 강하다. 검문소(세키쇼)가 있고, 인근의 번 영지로 갈 때 여권인 데가타가 있어야 했다.

### 메이지 시대의 번
1868년, 막부가 멸망하고, 메이지 정부가 옛 막부령을 부와 현으로 편성하면서, 다이묘의 영지에 대해서는 천황의 ‘번’이라는 개념에서 번이라는 이름을 공식 명칭으로 삼고, 각 영지마다 번주의 소재지 이름 뒤에 번을 붙여 ‘OO번’과 같은 명칭을 행정구역명으로 삼았다. 1869년, 판적봉환이 행해지면서 번주는 지번사로 그 명칭이 바뀌었으며, 1871년, 폐번치현으로 번이 현으로 바뀌면서 에도 시대 이래의 번 체제는 자취를 감추었다. 단, 류큐 왕국의 경우 1872년, 류큐 번으로 바꾸었고, 1879년에 류큐 처분이 있을 때까지 폐번치현 이후 유일한 번으로 남아 있었다.

## 인도와 파키스탄의 번
- 인도 번왕국
- 파키스탄의 번왕국

## 같이 보기
- 번 목록
- 율령국·율령국 목록
- 진야
- 국인
- 번왕